# Búdkoviansky potok
Búdkoviansky potok je potok na Záhorí, protéká územím okresu Skalica. Je to levostranný přítok Chvojnici, má délku 6,5 km a je tokem IV. řádu.

## Tok
Pramení v Chvojnické pahorkatině, v podcelku Unínska pahorkatina, pod kótou 262,9 m n. m. severně od obce Radimov v nadmořské výšce kolem 265 m n. m. Nejprve teče severozápadním směrem podél osady Budkovan na pravém břehu a vstupuje do bažinatých území chráněného areálu Búdkovianských rybníků se dvěma vodními plochami a porostem rákosu. Z jihu ústí občasný přítok z oblasti holičských dílů. Z rybníků vytéká u osady Gombár a dále pokračuje na sever, pod vrch Hřeben (230,4 m n. m., jižně od města Holíč, kde se stáčí na východ. Protéká obcí Trnovec a na jejím území se v nadmořské výšce cca 177 m n. m. Vlévá do Chvojnici.